# Továrna na automobily a automobilní příslušenství
Továrna na automobily a automobilní příslušenství war ein tschechoslowakischer Hersteller von Automobilen.

## Unternehmensgeschichte
B. Pánek, der zuvor Fahrzeuge von Laurin & Klement verkaufte, gründete 1921 das Unternehmen in Rakovník und begann mit der Produktion von Automobilen. Der Markenname lautete Sfinx. Konstrukteur war Josef Bauer, der zuvor bei einem französischen Automobilhersteller tätig war. 1923 endete die Produktion. Insgesamt entstanden nur wenige Exemplare.

## Fahrzeuge
Das einzige Modell war ein Cyclecar. Für den Antrieb sorgte ein wassergekühlter Zweizylindermotor. Die Motorleistung betrug 12 PS. Der Motor war vorne im Fahrzeug montiert. Für die Federung sorgte eine Querblattfeder vorne und vier viertelelliptische Federn hinten.

## Rennsport
Die Fahrzeuge wurden auch bei Autorennen eingesetzt. Namentlich genannt ist das Rennen von Karlsbad nach Mariánské Lázně und zurück nach Karlsbad.